# Рене Роузън
Рене Роузън (на английски: Renée Rosen) е американска писателка на произведения в жанра социална драма и исторически роман.

## Биография и творчество
Рене Роузън е родена в Акрън, Охайо, САЩ, където отраства. Още като тийнейджърка започва да пише. Следва в Американския университет във Вашингтон. След дипломирането си работи като рекламен копирайтър, изучава изкуството на писане от плодовити автори и продължава да пише.
Първият ѝ роман „Всяко криво гърне“ е издаден през 2007 г. В историята главната героиня Нина Голдман има проблем с родилен белег над окото и опитва почти всичко, за да се впише сред обществото и с надеждата да намери любовта. Романът става бестселър в списъка и я прави известна.
Историята в романа ѝ „Какво иска дамата“ от 2014 г. се развива на фона на Големия пожар в Чикаго, отнел много животи и унищожил имущество за милиони, и след това. Време, в което младата, нещастно омъжена Делия се влюбва и има връзка с женения Маршъл Фийлдс, чиято компания възстановява града. Това определя живота ѝ и тя се превръща от млада социалистка в силна и способна жена.
През 2019 г. е издаден романът ѝ „Лято на Парк Авеню“. Писателката Хелън Гърли Браун става през 1965 г. първата жена главен редактор на списание „Космополитън“. Тя спасява западането му чрез провокативни корици и немислими за публично обсъждане дотогава теми като секс, любов, амбиции, кариера, семейни проблеми, което я въвлича в конфликт с консервативното ръководство на „Хърст Корпорейшън“. В борбата ѝ помага нейната секретарка и фотографка Алис Уайс.
През 2021 г. е издаден романът ѝ „Социалните грации“, представящ история за г-жа Каролайн Астор и г-жа Алва Вандербилт, борещи се за контрол над обществото на Ню Йорк през Позлатената епоха.
Рене Роузън живее със семейството си в Чикаго.

## Произведения

### Самостоятелни романи
- Every Crooked Pot (2007)[1][2][3][5]
- Dollface (2013)
- What the Lady Wants (2014)
- White Collar Girl (2015)
- Windy City Blues (2017)
- Park Avenue Summer (2019)
Лято на Парк Авеню, изд.: ИК „Обсидиан“, София (2020), прев. Елка Виденова
- The Social Graces (2021)
- Fifth Avenue Glamour Girl (2023)